# Свидетель (фильм, 2023)
«Свиде́тель» — российский пропагандистский художественный фильм 2023 года режиссёра Давида Дадунашвили (сериал «Сны», два сезона «Ресторана по понятиям», креативный продюсер сериала «Чикатило»). Вышел в прокат 17 августа 2023 года. Главная роль — Карэн Бадалов.
Рабочее название фильма «Музыкант», однако из-за мятежа Пригожина он был переименован, так как «музыканты» — одно из прозвищ наёмников ЧВК «Вагнер». Авторы получили субсидию Министерства культуры РФ на производство игрового полнометражного фильма «социально значимой тематики о глобальных геополитических и социальных изменениях в истории современной России».
Съёмки проходили с 25 ноября 2022 года до 25 апреля 2023 года в Твери.

## Сюжет
Бельгийский скрипач-виртуоз Даниэль Коэн (Карэн Бадалов) со своим менеджером приезжают в Москву на музыкальный конкурс в конце февраля 2022 года, где знакомятся с украинским олигархом Львом Сахновецким и по его приглашению оказываются в Киеве — после чего начинается полномасштабная война.
Согласно сюжету, скрипач несколько раз попадает в плен и становится свидетелем бесчеловечных преступлений украинских военных. В дальнейшем в фильме демонстрируется удар по вокзалу вымышленного украинского города Семидвери, после чего в город заходит техника с буквами «Z». В конце фильма происходит интервью скрипача западному СМИ, в котором он хочет рассказать правду о бесчеловечных преступлениях украинских военных.
Фильм заканчивается текстом, содержащим обвинение Украины в ракетном ударе по вокзалу в Краматорске, подрыве роддома и драмтеатра в Мариуполе, массовых убийствах в Буче и обстрелах Донецка с Макеевкой, и заявлением, что Россия была обвинена в совершении этого нарочно, чтобы «очернить её в глазах мировой общественности». Затем появляется строка о том, что «Свидетель» посвящается памяти всех погибших.

## Прокат
В России фильм вышел в прокат в 1131 кинотеатре, показав провальные результаты. При бюджете, составившем от 70 до 200 миллионов рублей, за первые четыре дня проката фильм собрал 7 миллионов рублей. Всего фильм посмотрели меньше 50 тысяч человек, собрав около 15 миллионов рублей в прокате.
Аналитик кинобизнеса Сергей Лавров назвал причиной провала общее низкое качество фильма и отсутствие рекламной кампании. Кинокритик Иван Филиппов объяснил кассовый провал отсутствием у российского общества запроса на пропаганду, вместо которой финансово успешными становятся политически нейтральные продукты.  В продвижении фильма принимали участие ведущие провоенные Z-каналы и деятели культуры
Намеченный на январь 2024 года показ картины в итальянских Витербо, Болонье и Генуе в двух первых городах не состоялся под общественным давлением.

## Критика
На сайте IMDB фильм был оценён в 1 балл из 10.
Аналитик кинобизнеса Сергей Лавров сказал, что фильм «очень плохо сделан, он очень скучный и незрелищный, актёры играют просто ужасно, сценарий абсолютно „кривой“ и непродуманный, типичная для канала НТВ халтура».
Кинокритик Иван Филиппов отметил, что пропаганда в фильме повторяет общий нарратив российской пропаганды о российско-украинской войне, обвиняя украинцев в военной агрессии и любых преступлениях. Сравнивая «Свидетеля» с другими российскими пропагандистскими фильмами, например, «Миссия Ганг», Филиппов высказал мнение, что сходство личностей главных героев картин — иностранцы-интеллигенты — вызвано, помимо низкого качества сценариев, важностью для российской пропаганды двух тем: валидации мнения российского государства иностранцами и признания «либералами» несостоятельности своих убеждений.
Интернет-издание The Insider указало на низкое качество пропагандистских элементов. Сюжет о том, как украинцы, какими их представили создатели фильма, показали главному герою совершаемые ими преступления, но позволили ему вернуться в Бельгию и рассказать миру об увиденном, издание назвало «бездарным». По мнению издания, качество фильма связано с общим трендом российского кинематографа, начавшемся с 2014 года и заключающимся во вмешательстве российского государства в кинопроизводство вместо его поддержки. Издание сравнило фильмы, созданные при поддержке Министерства культуры России, с картинами, снятыми по заказу министерства пропаганды нацистской Германии.